# Associação Vôlei Bauru 2020-2021
Questa voce raccoglie le informazioni riguardanti l'Associação Vôlei Bauru nella stagione 2020-2021.

## Stagione
L'Associação Vôlei Bauru gioca nell'annata 2020-21 col nome sponsorizzato Sesi Vôlei Bauru.
In Superliga Série A ottiene il quarto posto in regular season, partecipando quindi ai play-off scudetto, dove si spinge fino alle semifinali, sconfitto dal Minas e, pertanto, concludendo l'annata con un quarto posto finale.
Lo stesso scenario si ripete in Coppa del Brasile, con l'eliminazione in semifinale a opera del club di Belo Horizonte e un altro quarto posto finale.
In ambito locale, invece, perde la finale del Campionato Paulista contro l'Osasco, dopo due tie-break e un golden set.

## Organigramma societario
Area direttiva
- Presidente: Reinaldo Mandaliti
- Vicepresidente: Adriano Pucinelli
- Direttore tecnico: Rodrigo Mandaliti
- Supervisore: Sérgio Negrão

Area tecnica
- Allenatore: Roberley Leonaldo
- Secondo allenatore: Plauto Machado
- Preparatore atletico: Fábio Pandufo

Area sanitaria
- Fisioterapista: Rogério Lourenço

## Rosa
| N° | Nome                | Ruolo | Data di nascita   | Nazionalità sportiva |
| -- | ------------------- | ----- | ----------------- | -------------------- |
| 1  | Mara Leão           | C     | 26 luglio 1991    | Brasile              |
| 2  | Maria Luiza Elói    | O     | 20 settembre 2002 | Brasile              |
| 3  | Danielle Lins       | P     | 5 gennaio 1985    | Brasile              |
| 4  | Carolina Leite      | P     | 15 novembre 1992  | Brasile              |
| 5  | Adenízia da Silva   | C     | 18 dicembre 1986  | Brasile              |
| 6  | Kátia da Silva      | C     | 4 ottobre 2002    | Brasile              |
| 7  | Pamela Sanabio      | O     | 19 luglio 1999    | Brasile              |
| 8  | Júlia Dias          | L     | 8 giugno 1998     | Brasile              |
| 9  | Mayhara da Silva    | C     | 9 aprile 1989     | Brasile              |
| 10 | Tifanny de Abreu    | S     | 29 ottobre 1984   | Brasile              |
| 11 | Zanandrya Ribeiro   | S     | 20 gennaio 2003   | Brasile              |
| 12 | Gabriela Santin     | L     | 17 novembre 2002  | Brasile              |
| 13 | Laíssa Rosa         | P     | 15 marzo 2003     | Brasile              |
| 14 | Laura Muller        | C     | 31 marzo 2002     | Brasile              |
| 14 | Dobriana Rabadžieva | S     | 14 giugno 1991    | Bulgaria             |
| 15 | Brenda Castillo     | L     | 5 giugno 1992     | Rep. Dominicana      |
| 16 | Vanessa Janke       | S     | 8 marzo 1991      | Brasile              |
| 17 | Polina Rahimova     | O     | 5 giugno 1990     | Azerbaigian          |
| 18 | Suelle Oliveira     | S     | 29 aprile 1987    | Brasile              |
| 19 | Fernanda da Silva   | C     | 17 luglio 1984    | Brasile              |
| 20 | Mariana Cassemiro   | S     | 27 marzo 1987     | Brasile              |

## Statistiche

### Statistiche di squadra
| Competizione      | Punti | In casa | In casa | In casa | In trasferta | In trasferta | In trasferta | Totale | Totale | Totale |
| Competizione      | Punti | G       | V       | P       | G            | V            | P            | G      | V      | P      |
| ----------------- | ----- | ------- | ------- | ------- | ------------ | ------------ | ------------ | ------ | ------ | ------ |
| Superliga Série A | 49    | 14      | 9       | 5       | 13           | 10           | 3            | 27     | 19     | 8      |
| Coppa del Brasile | -     | 0       | 0       | 0       | 1            | 1            | 0            | 2      | 1      | 1      |
| Totale            | -     | 14      | 9       | 5       | 14           | 11           | 3            | 29     | 20     | 9      |

### Statistiche dei giocatori
| Giocatrice    | Superliga Série A | Superliga Série A | Superliga Série A | Superliga Série A | Superliga Série A |
| Giocatrice    | P                 | PT                | AV                | MV                | BV                |
| ------------- | ----------------- | ----------------- | ----------------- | ----------------- | ----------------- |
| M. Cassemiro  | 4                 | 3                 | 2                 | 0                 | 1                 |
| B. Castillo   | 26                | 2                 | 2                 | 0                 | 0                 |
| A. da Silva   | 26                | 241               | 167               | 62                | 12                |
| F. da Silva   | 21                | 71                | 46                | 13                | 12                |
| K. da Silva   | 2                 | 1                 | 1                 | 0                 | 0                 |
| M. da Silva   | -                 | -                 | -                 | -                 | -                 |
| T. de Abreu   | 25                | 312               | 264               | 32                | 16                |
| J. Dias       | 9                 | 0                 | 0                 | 0                 | 0                 |
| M.L. Elói     | 12                | 3                 | 1                 | 1                 | 1                 |
| V. Janke      | 24                | 70                | 56                | 8                 | 6                 |
| M. Leão       | 27                | 188               | 143               | 42                | 3                 |
| C. Leite      | 22                | 10                | 5                 | 3                 | 2                 |
| D. Lins       | 25                | 66                | 28                | 18                | 20                |
| L. Muller     | 1                 | 2                 | 2                 | 0                 | 0                 |
| S. Oliveira   | 22                | 117               | 104               | 9                 | 4                 |
| D. Rabadžieva | 11                | 114               | 101               | 7                 | 6                 |
| P. Rahimova   | 24                | 440               | 370               | 39                | 31                |
| Z. Ribeiro    | -                 | -                 | -                 | -                 | -                 |
| L. Rosa       | -                 | -                 | -                 | -                 | -                 |
| G. Santin     | 1                 | 0                 | 0                 | 0                 | 0                 |
| P. Sanabio    | 21                | 48                | 37                | 3                 | 8                 |

P = presenze; PT = punti totali; AV = attacchi vincenti; MV = muri vincenti; BV = battute vincenti

NB: Non sono disponibili i dati relativi alla Coppa del Brasile e, di conseguenza, quelli totali.